# ارتباطات یکپارچه
ارتباطات یکپارچه (به انگلیسی: Unified communications) که مخفف آن را UC می‌نویسند، عبارتی است که معمولاً برای یکپارچه کردن سیستم‌های جدا از هم ارتباطی، رسانه‌ها، ابزارها و نرم‌افزارهایشان با هم بکار می‌رود. به‌طور بالقوه شامل یکپارچگی نرم‌افزارهای کاربردی رومیزی یا تجاری، لوازم صوتی ثابت یا متحرک، ایمیل، پیغام گذاری سریع، پروتکل اینترنت-PBX، صدا روی پروتکل اینترنت، پست صوتی، پیغام گزاری یکپارچه، کنفرانس صوتی تصویری روی وب و لوازم و امکانات ارتباطی دیگر می‌باشد.
امروزه یکپارچه سازی تمامی ابزارهای مورد استفاده در زمینه ارتباطات جزو جدایی ناپذیر مجموعه‌ها می‌توان تلقی کرد. محصولات متنوعی که ارتباطات متنی صوتی تصویری را در کنار ارتباط با سایر نرم‌افزارهای ارتباطی مانند CRm را فراهم می‌کنند به عنوان محصولات ارتباط یکپارچه تلقی می‌شوند.